# Terry Fox
Terrance Stanley "Terry" Fox CC OD (Winnipeg, 28 de julho de 1958 — New Westminster, 28 de junho de 1981) foi um atleta e, mais notavelmente, um ativista para o tratamento de câncer, do Canadá.

## Vida
Nascido em Manitoba, foi criado na cidade de Port Coquitlam, na Colúmbia Britânica.
Depois de perder uma de suas pernas para um osteossarcoma, Terry Fox decidiu cruzar o país de costa a costa, para arrecadar fundos para pesquisas do tratamento de câncer. Ele começou sua jornada em St. John's, em Terra Nova e Labrador, na costa atlântica, em 12 de abril de 1980, e pretendia ir até Vancouver, Colúmbia Britânica, na costa pacífica, numa jornada que acabou conhecida como Marathon of Hope (Maratona da Esperança, em português).
Terry Fox correu durante a Marathon of Hope, em média, o equivalente a uma maratona - 42 quilômetros - por dia. Após 143 dias consecutivos, e de ter percorrido aproximadamente 5 300 quilômetros, Fox foi obrigado a parar sua jornada, quando soube que seu câncer havia-se espalhado para seus pulmões. Fox acabou morrendo alguns meses depois, aos 22 anos de idade, um mês antes de completar 23 anos.
Terry Fox foi proclamado como um herói nacional, tendo recebido várias honras nacionais. A Maratona da Esperança arrecadou um total de 360 milhões de dólares canadenses para pesquisa sobre o tratamento de câncer. Além disso, foi escolhido, numa pesquisa de opinião pública no Canadá, como o canadense mais famoso do século XX, bem como segundo na lista dos Maiores Canadenses.
Sua história se tornou tema do programa 30 por 30, do canal de cabo ESPN.